# 黄永辉
黄永辉（1907年—1959年），江西临川人，中华人民共和国政治人物、中国人民解放军将领。

## 生平

### 民国时期
幼年家贫，到景德镇学习制瓷手艺。1930年，参加红十军，任班长、排长、连指导员、第二团团委书记，后任红军二十三师五十六团政委，长征中任教导师一团政委、军委警卫营政委等职。抵达陕北后，任保安司令部组织科长和警备旅二团政委。第二次国共内战期间，历任军分区政委、司令员、独立十师政委。

### 共和国时期
中华人民共和国成立后，历任江西省军区政治部副主任、中共浮梁地委书记。1952年，当选省委委员，同年调任省人民政府监察委员会主任，后改任中共上饶地委第一书记。为中共第七、八次全国代表大会代表。1959年8月12日，在上海病逝。